# 長谷川謹介
長谷川 謹介（はせがわ きんすけ、安政2年8月10日（1855年9月20日） - 大正10年（1921年）8月27日）は、鉄道官僚、技術者。初期の台湾縦貫鉄道建設で多大な貢献をしたため、「台湾鉄道の父」などと呼ばれている。また台北駅には長沼守敬が1911年（明治44年）製作の銅像があったが、戦後は不明である。なお、同氏が製作した像の頭部は、東京芸術大学大学美術館と岩手県立美術館に収蔵されている。

## 経歴
- 1871年（明治4年）大阪英語学校入学。[2]
- 1873年（明治6年）外人経営の神戸ガス事業に雇われる。[2]
- 1874年（明治7年）6月19日　鉄道頭であった井上勝は大阪英語学校に照会して英語に熟達した人材を求め、鉄道寮傭となる。お雇い外国人技師に従い通訳ならびに測量手伝いの任にあたる。[3]
- 1877年（明治10年）
  - 1月11日　鉄道寮は鉄道局と改称される。
  - 2月7日　鉄道局九等技手。[4]
  - 5月14日　鉄道工技生養成所が創設され第1期生として入所。[4]
- 1878年（明治11年）11月　深草・逢坂山間の工区担当。[4]
- 1879年（明治12年）
  - 4月14日　鉄道局七等技手に任じられる。[4]
  - 8月　担当の大津線工事竣工。[4]
- 1880年（明治13年）
  - 2月13日　鉄道局五等技手に任じられる。[4]
  - 6月　敦賀線柳ヶ瀬トンネル工事を担任し起工。[4]
  - 12月24日　鉄道局四等技手。[4]
- 1882年（明治15年）3月11日　鉄道局二等技手に任じられる。[4]
- 1883年（明治16年）11月17日　鉄道局一等技手に任じられる。[4]
- 1884年（明治17年）
  - 4月16日柳ヶ瀬トンネル工事竣工。[5]
  - 4月11日野田権大書記官に随行して欧州出張を命じられる。[5]
- 1885年（明治18年）
  - 2月3日　英国土木協会準会員となる。[6]
  - 12月15日　揖斐川及長良川橋梁工事を命じられる(明治20年1月竣工)。[5]
- 1886年（明治19年）
  - 5月3日　鉄道四等技師に任じられる。[5]
  - 10月　天龍川橋梁工事を命ぜられる(明治20年6月工事開始、明治22年5月竣工)。[5]
- 1889年（明治22年）2月　鉄道局盛岡出張所長に任じられ、日本鉄道会社線の日詰・小繋間の工事を命ぜられる。[5]
- 1890年（明治23年）6月21日　鉄道三等技師に任じられる。[5]
- 1892年（明治25年）
  - 4月1日　鉄道庁を辞職し、日本鉄道会社に入社、幹事に任じられる。[7]
  - 8月　盛岡建設課長を命ぜられる。
- 1893年（明治26年）9月15日　常磐線の建設を命ぜられる。[7]
- 1894年（明治27年）7月1日　水戸建設課長を命ぜられる。[7]
- 1897年（明治30年）10月15日　岩越鉄道会社技師長を嘱託される。[8]
- 1898年（明治31年）
  - 8月23日　常磐線開通。水戸建設課は廃止になり、日本鉄道会社は休職となる。[8]
  - 9月19日　岩越鉄道会社技師長専任となる。[8]
- 1899年（明治32年）4月1日　台湾総督府臨時台湾鉄道敷設部技師長に就任する。[9]
- 1899年（明治32年）11月8日　台湾総督府鉄道部技師長に就任する。[10]
- 1906年（明治39年）11月13日　台湾総督府鉄道部部長に就任する。[11]
- 1908年（明治41年）
  - 3月4日欧米及アフリカ南部への出張を命ぜられる(9月8日帰着)。[12]
  - 12月5日鉄道院東部鉄道管理局長に転任する。[13]
- 1911年（明治44年）2月27日　西部鉄道管理局長に転任する。[14]
- 1915年（大正4年）6月23日　中部鉄道管理局長に転任する。[15]
- 1916年（大正5年）12月9日　鉄道院技監に就任する。[15]
- 1918年（大正7年）
  - 4月26日　鉄道院副総裁に就任する。[16]
  - 9月18日　鉄道院副総裁を退任する。[17]
- 1919年（大正8年）6月28日　工学博士の学位を授与される。[18]
- 1921年（大正10年）8月27日　東京市芝区芝公園内の東京鉄道病院で死去。

## 著作
- Hasegawa, K（長谷川謹介）; Shervinton, T R (1887). “The Yanagase-yama Tunnel on the Tsuruga-Nagahama Railway, Japan”. 工部省要覧 (Minutes of the Proceedings of the Institution of Civil Engineers. 90 (1887):  248-251.（抄約）Part 4 doi:10.1680/imotp.1887.21021、OCLC 4632550734、論文番号2193、有償、PDF形式。トーマス・シャービントンがイギリスに紹介した。

## 親族
- 長谷川為治 - 兄。造幣局長。
- 中浜チヨ - 長女。海軍主計大佐・中浜慶三郎（ジョン万次郎の三男）の妻。
- 山川柳子 - 次女。佐佐木信綱に師事した歌人。ドイツ文学者山川幸雄妻。
- 山川幸世 - 孫。柳子の長男。演出家。
- 山川弥千枝 - 孫。柳子の五女。歌人。

## 栄典・授章・授賞
位階
- 1886年（明治19年）7月8日 - 正七位[19]
- 1892年（明治25年）2月22日 - 従六位[20]
- 1899年（明治32年）5月20日 - 正五位[21]
- 1904年（明治37年）9月20日 - 従四位[22]
- 1909年（明治42年）10月20日 - 正四位[23]
- 1915年（大正4年）7月10日 - 従三位[24]
- 1918年（大正7年）10月10日 - 正三位[25]

勲章等
- 1901年（明治34年）6月27日 - 勲四等瑞宝章[26]
- 1905年（明治38年）6月24日 - 勲三等瑞宝章[27]
- 1906年（明治39年）4月1日 - 勲二等旭日重光章[28]
- 1915年（大正4年）
  - 11月7日 - 勲一等瑞宝章[29][30]
  - 11月10日 - 大礼記念章[31]
- 1916年（大正5年）1月19日 - 金杯一個[32]